# Franco Frattini

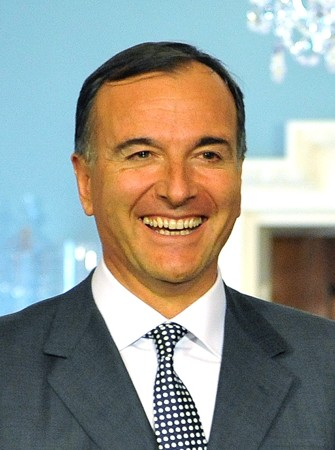
Franco Frattini (2011)

Franco Frattini [ˈfraŋko fraˈtːiːni] (* 14. März 1957 in Rom; † 24. Dezember 2022 ebenda) war ein italienischer Politiker. Frattini war von 1995 bis 1996 italienischer Regionenminister, von 2001 bis 2002 Minister für die öffentliche Verwaltung, sowie von 2002 bis 2004 und von 2008 bis 2011 Außenminister der Regierungen Silvio Berlusconis. Von 2004 bis 2008 diente er als EU-Kommissar für Justiz, Freiheit und Sicherheit. 2022 wurde Frattini Präsident des italienischen Staatsrates.

## Leben und Karriere

### Jurist und Spitzenbeamter (bis 1996)
Frattini studierte Rechtswissenschaften an der Universität La Sapienza in Rom, legte 1979 das Staatsexamen ab und war 1981 bis 1984 als Staatsanwalt tätig. Anschließend wurde er Richter, zunächst am Verwaltungsgerichtshof der Region Piemont, ab 1986 am Consiglio di Stato. Bis zum Umbruch des italienischen Parteiensystems 1994 war Frattini Mitglied der Partito Socialista Italiano (PSI), er war zeitweilig Sekretär der Jugendorganisation der Partei (FGSI). Von 1990 bis 1991 war er Rechtsberater seines Parteikollegen, des stellvertretenden Ministerpräsidenten Claudio Martelli. Von 1993 bis 1994 war er stellvertretender Generalsekretär des Ministerratspräsidiums im Kabinett Ciampi
Frattini verließ die PSI, die nach dem Tangentopoli-Skandal zerfiel, und trat 1994 der neuen Partei Forza Italia von Silvio Berlusconi bei. Nach Berlusconis Wahlsieg und Ernennung zum Ministerpräsidenten war Frattini Generalsekretär des Ministerratspräsidiums im Kabinett Berlusconi I. Nach Berlusconis Rücktritt im Dezember 1994 wurde Frattini 1995 Minister für öffentliche Verwaltung und Regionalpolitik in der Übergangsregierung von Lamberto Dini; im März 1996 trat Frattini von diesem Amt zurück.

### Abgeordneter und Minister (1996–2004)

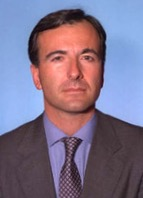
Frattini als Abgeordneter (ca. 1996)

Bei den Parlamentswahlen von 1996 wurde er als Vertreter des Wahlkreises Bozen für die Forza Italia in die Italienische Abgeordnetenkammer gewählt. Dort war er als Vertreter der Opposition Vorsitzender des parlamentarischen Kontrollgremiums für die Nachrichten- und Sicherheitsdienste sowie Staatsgeheimnisse (COPACO). Ab dem ersten Parteitag der FI 1998 war Frattini Vorstandsmitglied. Er wurde dem liberal-zentristischen Flügel der Partei zugerechnet. Zusammen mit dem Ökonomen Renato Brunetta (der wie Frattini von der PSI zur FI gewechselt war) gründete er 2000 die Free Foundation als Denkfabrik, die sich für freien Markt, „schlanken“ Staat, politischen und steuerlichen Föderalismus einsetzte.
Er kandidierte 2001 wieder für das Direktmandat in Bozen, unterlag aber Gianclaudio Bressa von L’Ulivo, der auch von der Südtiroler Volkspartei unterstützt wurde. Durch das komplizierte Wahlsystem zog Frattini trotzdem über die Verhältniswahlliste der FI als Vertreter von Venetien ins Parlament ein. Er wurde im Juni 2001 Minister für die öffentliche Verwaltung im Kabinett Berlusconi II. Ihm oblag auch die Vorbereitung der Olympischen Winterspiele 2006 in Turin. Im November 2002 wurde er Außenminister seines Landes; das Amt hatte er bis zu seiner Ernennung zum Vizepräsidenten der EU-Kommission im Jahr 2004 inne.

### EU-Kommissar und Außenminister (2004–2011)
Ab 18. November 2004 war Frattini EU-Kommissar für Justiz, Freiheit und Sicherheit und Vizepräsident der EU-Kommission Barroso I. Im März 2008 kündigte er an, Brüssel für einen Monat zu verlassen, um für die bevorstehenden italienischen Parlamentswahlen zu kandidieren. Er erhielt wieder einen Sitz im Abgeordnetenhaus, diesmal als Vertreter der Region Friaul-Julisch Venetien. Im Mai 2008 legte er dann seinen Kommissionsposten nieder, um in die nationale Politik zurückzukehren. Sein Nachfolger als italienischer EU-Kommissar war Antonio Tajani.
Am 8. Mai 2008 wurde Frattini erneut als Außenminister in das Kabinett Berlusconi IV berufen; diese Funktion hatte er bis 2011 inne. Die Forza Italia ging 2009 in der Mitte-rechts-Sammelpartei Il Popolo della Libertà (PdL) auf. Mit dem Rücktritt der Regierung Berlusconi am 16. November 2011 endete auch Frattinis Amtszeit als Außenminister. Ihm folgte der Spitzendiplomat Giulio Terzi di Sant’Agata nach.

### Nach der politischen Karriere (ab 2011)
Frattini blieb jedoch bis zum Ende der Legislaturperiode im März 2013 Mitglied der Abgeordnetenkammer, wo er dem Ausschuss für auswärtige und EU-Angelegenheiten angehörte. Im Dezember 2012 verließ er die PdL. Zur Parlamentswahl 2013 unterstützte er die Scelta Civica von Mario Monti, kandidierte selbst aber nicht mehr. Als sich die PdL im Herbst 2013 wieder in Forza Italia umbenannte, bezeichnete Frattini diese als „extremistisch“ und erklärte, sie habe nichts mehr mit der „liberalen, modernen und pro-europäischen“ Forza Italia gemein, die er 1994 mitbegründet habe. Ab Oktober 2013 war er Berater der serbischen Regierung für Reformen zur Vorbereitung des EU-Beitritts. Frattini kandidierte 2014 für die Nachfolge Anders Fogh Rasmussens als Generalsekretär der NATO, konnte sich aber nicht gegen den Norweger Jens Stoltenberg durchsetzen.
Seit 2014 war er Präsident des obersten Sportgerichtshofs des Nationalen Olympischen Komitees Italiens (CONI). Sein Nachfolger als italienischer Außenminister, Angelino Alfano, ernannte Frattini während der italienischen OSZE-Präsidentschaft im Januar 2018 zum Sonderbeauftragten für den Transnistrien-Konflikt. Alfano erklärte, dass Frattini „ausgezeichnete Beziehungen zur russischen Regierung“ habe. Frattini war Honorarprofessor an der Diplomatischen Akademie des russischen Außenministeriums.
Der Ministerrat unter Mario Draghi ernannte Frattini im April 2021 zum stellvertretenden Präsidenten des italienischen Staatsrats (Consiglio di Stato), einem Organ, das sowohl die italienische Regierung in Rechtsfragen berät als auch die oberste Instanz der Verwaltungsgerichtsbarkeit darstellt. Im Januar 2022 wurde Frattini zum Präsidenten des Consiglio di Stato gewählt.
Franco Frattini starb am 24. Dezember 2022 mit 65 Jahren an den Folgen einer Krebserkrankung.

## Inhaltliche Positionen
In seiner Position als EU-Justizkommissar befürwortete er die Filterung des Internets für verbotene Inhalte, z. B. Bombenbauanleitungen. Dieser Plan wurde jedoch in seiner Amtszeit nicht verwirklicht.
Frattini gilt als Urheber der Lex Berlusconi, die den seinerzeitigen Ministerpräsidenten „von allen Interessenkonflikten freispr[ach], und der größten politischen Säuberungswelle unter der Beamtenschaft, die es seit dem Faschismus gegeben hat“.

## Ehrungen und Auszeichnungen
- 2004: Großkreuz des Verdienstordens der Italienischen Republik[11]
- 2004: Ix-Xirka Ġieħ ir-Repubblika[12]
- 2005: Großkreuz des Ordens des Infanten Dom Henrique[13]
- 2008: Ritter des Piusordens[14]
- 2011: Olympischer Orden